# Matlockite
La matlockite est une espèce minérale rare de la catégorie des halogénures. Son nom vient de celui de Matlock, dans le Derbyshire, en Angleterre, ville voisine de la mine dans laquelle elle a été découverte pour la première fois. La matlockite, un fluorochlorure de plomb (formule chimique : PbFCl), donne son nom au groupe de la matlockite, composé de minéraux rares de structure semblable.

## Description
Le minéral a été découvert au début des années 1800 à Bolehill, près de Matlock, dans la mine de Bage, en même temps que des spécimens de phosgénite et d'anglésite. Alors que la phosgénite était déjà connue, il semble qu'il ait fallu une cinquantaine d'années avant que la matlockite elle-même soit reconnue comme nouveau minéral. Son nom lui a été donné par Greg en 1851. C'est peut-être John Mawe qui la mentionne pour la première fois en 1802 dans sa Minéralogie du Derbyshire, où après une description détaillée de la phosgénite, il fait référence à un minéral qu'il décrit comme un « plomb vitreux » (glass lead), description qui correspond bien à l'apparence de la matlockite : c'est un cristal d'un jaune crème léger et translucide, mais très lourd, d'une densité supérieure à 7,1.
Un très gros spécimen de 10 cm de large, provenant du Derbyshire, existe dans les collections de l'American Museum of Natural History. Un spécimen de 7 cm se trouve dans la collection du Derby Museum and Art Gallery.
La matlockite a été relevée en plusieurs endroits depuis sa découverte sur le topotype du Derbyshire. On en a trouvé à Tiger (Arizona) aux États-Unis, dans le Laurion en Grèce, dans une mine près d'Essen en Allemagne et près de Campiglia (Toscane) en Italie. D'autres échantillons ont été découverts sur divers sites en Afrique du Sud, au Pérou, au Chili, en Australie, en France et en Italie,.

## Groupe de la matlockite
Le groupe de la matlockite est composé de plusieurs minéraux qui partagent une structure semblable. Il inclut des halogénures de bismuth, de plomb et de calcium :
- la bismoclite (BiO)Cl
- la daubréeite (BiO)(OH,Cl)
- la laurionite PbCl(OH)
- la paralaurionite PbCl(OH)
- la rorisite CaFCl
- la zavaritskite (BiO)F
- la matlockite éponyme